# Грчка јела
Грчка јела (лат. Abies cephalonica Loud. – по јонском острву Кефалонија) је високо четинарско дрво из рода јела.

## Распрострањеност
Ареал грчке јеле обухвата горско подручје грчких и пелопонеских планина до границе са Албанијом и острва Кефалонија и Еубеја.

## Опис врсте
Грчка јела ретко може израсти више до 25 м. Крошња јој је густа, купаста са хоризонталним гранама. Кора дебла је сивосмеђа, у младости глатка, а касније испуцала у облику издужених плочица. Гранчице су голе.
Четине су дуге 2-3 цм, с лица тамнозелене и сјајне. Са наличја су изражене две беле пруге стоминих отвора. Врхови су зашиљени и бодљиви. Четине густо покривају гране.
Пупољци су смоласти, јајастог облика.
Мушке цвасти су јарко црвене. Шишарице су усправне, седеће, вретенасте, дуге 15-20 цм, смеђе боје. Јако су смолаве са стерилним љуспама које су дуже од фертилних и повијене. Цвета крајем априла – почетком маја.

## Услови станишта
Грчка јела расте релативно брзо. Највише јој одговара полусенка. Може да расте на силикатној и кречњачкој подлози. Релативно је отпорна на сушу и мраз. Једна је од јела са најгушћом крошњом, због чега добро подноси летње жеге, а може поднети и краткотрајне ниске температуре до -25 °C. Релативно добро подноси загађени градски ваздух.

## Употреба
Грчка јела се у прошлости користила као дрво за масовну изградњу, али је данас доста ретка да би имала значајнију употребу. Најчешће се узгаја као украсно стабло у парковима и великим баштама, мада је на подручјима која су подлежна ниским температурама склона оштећењу од мраза, јер је међу првим четинарима који цветају у рано прољеће.

### Значај у озелењавању
Грчка јела је веома декоративно дрво. Најефектнија је као солитерно стабло јер јој се гране развијају од земље. Посебно је атрактивна у пролеће, када гране красе бројне пурпурноцрвене мушке цвасти.
- Гране
- Четине с лица
- Четине с наличја
- Мушке цвасти
- Шишарице